# Allotinus taras
Allotinus taras är en fjärilsart som beskrevs av William Doherty 1889. Allotinus taras ingår i släktet Allotinus och familjen juvelvingar. Inga underarter finns listade i Catalogue of Life.